# Bismillah Khan
Ustad Bismillah Khan (21 de março de 1916 – 21 de agosto de 2006) foi um músico indiano que tocava shehnai, instrumento de sopro da família do oboé, originário do subcontinente indiano. Apesar de o shehnai ser um instrumento antigo na tradição da música popular indiana, usado especialmente em cerimônias tradicionais, atribui-se a Khan o feito de ter elevado o instrumento ao nível de apresentação em concertos. Foi o terceiro artista de música clássica indiana a ser agraciado com o prêmio Bharat Ratna (em 2001), a mais alta honraria civil de seu país. Obteve reconhecimento mundial pela sua execução do shehnai ao longo de mais de oito décadas. Bismillah Khan era quase sempre chamado com o título honorífico "Ustad" precedendo seu nome. Trata-se de título de origem persa, historicamente usado em menções a professores e artistas respeitados, principalmente músicos (com o significado de "maestro").

## Religião
Mesmo sendo muçulmano xiita, ele era também, como muitos músicos indianos, independentemente de crença religiosa, um devoto de Sarasvati, a deusa hindu da sabedoria e das artes, e com frequência tocava em celebrações hindus em Varanasi, nas margens do rio Ganges.